# Susanne Titz

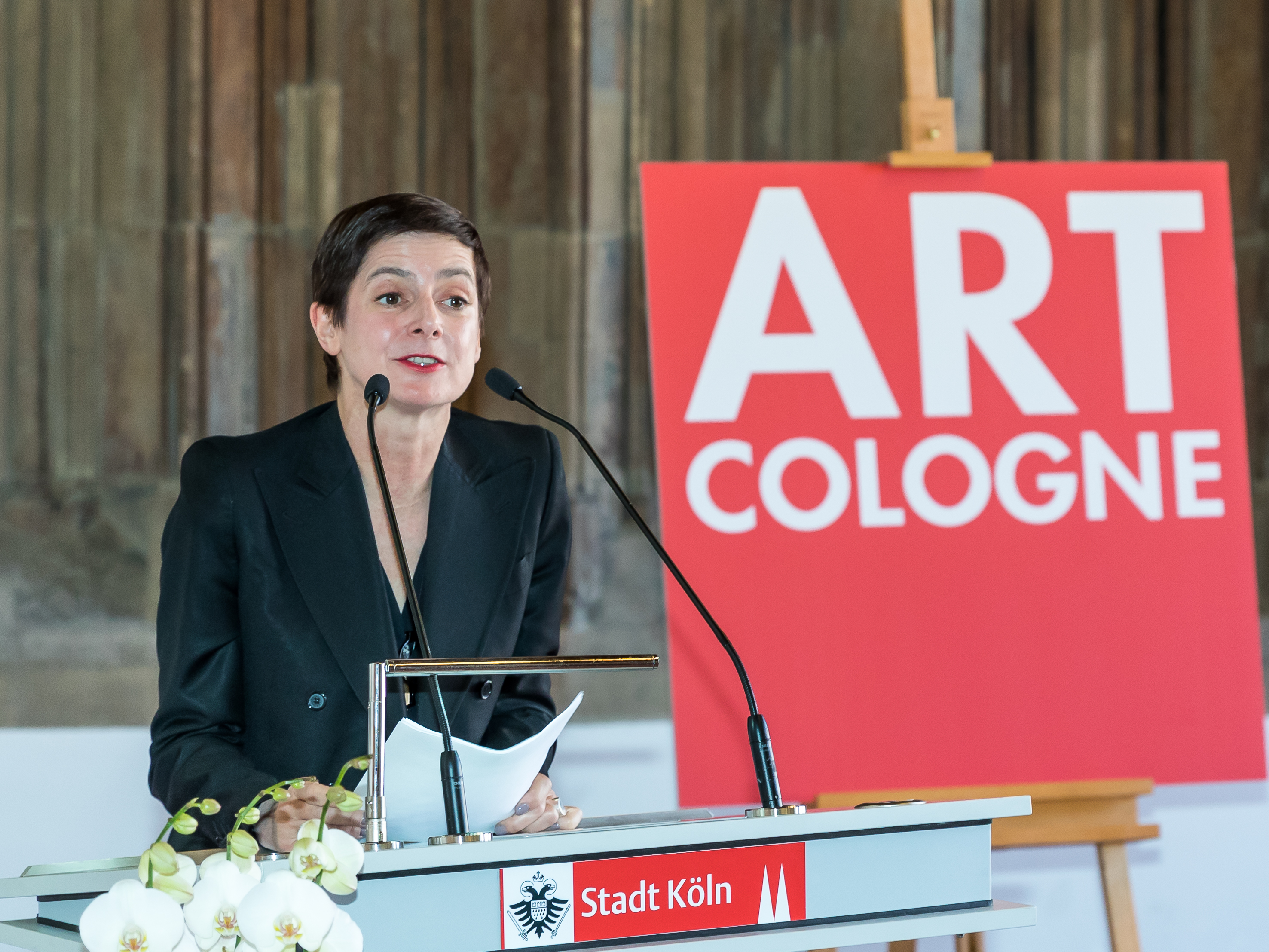
Susanne Titz, 2018

Susanne Titz (* 1964 in Stolberg, Rheinland) ist eine deutsche Kunsthistorikerin und Direktorin des Städtischen Museums Abteiberg in Mönchengladbach.

## Biografie
Titz studierte Geschichte, Kunstgeschichte und Romanistik in Köln, Hamburg und Bonn. Nach ihrer Magisterarbeit, in der sie sich mit der Rezeption des Strukturalismus in der amerikanischen Kunst der 1970er und 1980er Jahre beschäftigte, übte Titz verschiedene kuratorische und künstlerische Tätigkeiten aus. Von 1997 bis 2004 war sie künstlerische Leiterin des Neuen Aachener Kunstvereins (NAK) in Aachen. Seit 2004 leitet Titz das Museum Abteiberg in Mönchengladbach.